# Церква Сурб Амбарцум (Чалтир)
Церква Сурб Амбарцум (вірм. Սուրբ Համբարձում եկեղեցի) — храм у селі Чалтир в Ростовській області Росії, адміністративному центрі Мясниковського району і Чалтирського сільського поселення. Належить до Вірменської апостольської церкви. 
Адреса: Росія, Ростовська обл., Мясниковський район, с. Чалтир, вул. 6-я лінія.

## Історія
Церква Сурб Амбарцум (в ім'я Святого Вознесіння) села Чалтырь заснована в 1790 році переселеними з Криму вірменами за указом імператриці Катерини II від 14 листопада 1779 року.
У побудованій кам'яній церкві була дерев'яна дзвіниця. З часом церква занепала, її дзвіниця накренилася. У 1862 році парафіяни села Чалтир звернулися з проханням в Ново-Нахічеванську і Бессарабську єпархію Вірменської апостольської церкви побудувати нову церкву. Була складена кошторис будівництва.
Дозвіл було отримано і в 1860 році почалося будівництво нової церкви. Церква будувалася за типовим проектом таганрозького архітектора Н. Муратова на кошти прихожан і була побудована в стилі класицизму. Стара церква була знесена і на її місці було побудовано будівлю церковно-парафіяльної школи.
У 1883 році проводилася реставрація церкви, в ході якої були збудовані 12 нових постаментів з ликами святих, встановлено три нових двері з різнокольоровими вітражами. Територію церкви обгородили кованою огорожею.
У роки Німецько-радянської війни церква була закрита. Будівля церкви використовувалося в різних цілях. У 1944 році церква була знову відкрита. У 1990 році біля неї був встановлений священних для вірмен символ – хачкар. Встановлений хачкар представляв собою копію хачкара 1279 року, знаходиться в Святому Ечміадзіні у Вірменії. Напис на п'єдесталі хачкару говорить, що він встановлений на згадку про турецький геноцид вірмен в 1915 році.

## Архітектура
Церква Амбарцума виконана у вигляді хреста, має стрункі пропорції і характерні для храмів Нахічевані архітектурні елементи. Приналежність до хрестово-купольним споруд підкреслено відсутністю прибудов по сторонах виступає на східному фасаді вівтарної апсиди.
Храм вінчає восьмигранний купол з високими парними вікнами. Здвоєні вікна розділені між собою розташованими на гранях барабана колонами. Вхід в храм оформлений у вигляді вкорочених поперечних гілок хреста і має чотириколонні портики з фронтонами, як це виконано в колишньому соборному храмі Григора Лусаворича в Ростові-на-Дону (храм знесено), а також у церквах Аствацацин, монастирі Сурб-Хач в Нахічевані і Карапета в с. Несветай.
Висока чотириярусна дзвіниця аналогічна дзвіниці церкви Карапета в селі Несветай, її бічні приміщення виконані у вигляді невеликих кімнат з екседрами на коротких сторонах.
Верхні яруси дзвіниці за своїм деталей близькі подібним частинам дзвіниці соборної храму в Нахічевані. Перехід у дзвіниці від прямокутного плану нижнього поверху, в шестикутнику і колі верхніх ярусів надає зовнішньому вигляду будівлі стрункість.

## Священнослужителі
Настоятель парафії — священик Тер-Тадеос (Лусеген Гайбарян).